# کاواساکی کی-۵
کاواساکی کی-۵ (به ژاپنی: 川崎 キ۵) یک هواگرد تک‌باله بال‌پایین تک‌موتوره تک‌سرنشین ساخت شرکت کاواساکی در امپراتوری ژاپن بود که نخستین پرواز خود را ماه فوریه سال ۱۹۳۴ انجام داد. کی-۵ برای جایگزینی جنگنده گونه ۹۲ طراحی شد اما با مشکلات ساختاری مورد پذیرش نیروی زمینی امپراتوری ژاپن قرار نگرفت و از مرحله پیش‌نمونه فرا تر نرفت. کی-۵ آخرین هواگرد ژاپنی بود که زیر نظر مهندس آلمانی ریشارت فوگت پدید آمد.

## طراحی و توسعه
شرکت کاواساکی هواگرد کی-۵ را در پاسخ به درخواست ماه ژوئن سال ۱۹۳۳ نیروی زمینی امپراتوری ژاپن برای یک جایگزین برای جنگنده دوباله گونه ۹۲، طراحی کرد. کی-۵ نخستین جنگنده تک‌باله بال‌پایین ساخت این شرکت بود. کار طراحی در ابتدا تحت نظارت کلی ریشارت فوگت، مهندس ارشد آلمانی صورت گرفت. طراح ارشد دوی تاکئو بود.
کی-۵ ساختی تمام فلزی با پوسته فلزی و پارچه‌ای داشت. نیرو محرکه آن را یک موتور ها-۹–۱ برگرفته از موتور ب‌ام‌و ۹، با توان ۸۰۰ اسب بخار تأمین می‌کرد که یک ملخ سه‌تیغه فلزی را به چرخش درمی‌آورد. هواگرد پیکربندی بال‌مرغی معکوس داشت تا میدان دید خلبان را بهبود و همچنین ارتفاع پایه‌های ارابه فرود را کاهش دهد. خلبان در اتاقک سر باز می‌نشست.
ساخت نخستین پیش‌نمونه ماه فوریه سال ۱۹۳۴ تکمیل شد. در این هنگام فوگت به آلمان بازگشته بود. در مجموع چهار پیش‌نمونه تولید شد که در زاویه هشتی بخش میانی، زاویه هفتی بخش بیرونی بال، شکل بدنه، ترکیب‌بندی ارابه فرود، رادیاتور، جایدهی صندلی‌ها و موارد جزئی دیگری با یکدیگر تفاوت داشتند. شکل مرغی بال‌ها رفته‌رفته کم و در نهایت کاملاً حذف شد.
کار برای ارتقای کی-۵ بیش از نیم سال ادامه داشت؛ با این حال نتوانست نتیجه مطلوب را حاصل کند. عدم پایداری در سرعت پایین، تحرک‌پذیری ناکافی و مشکل در خنک‌شدن و لرزه موتور، سبب شد ارزیابی‌های نیروی زمینی از کی-۵ ماه سپتامبر سال ۱۹۳۴ متوقف شود. هر چهار پیش‌نمونه اوراق شدند.

## مشخصات فنی
مشخصات عمومی
- خدمه: ۱ نفر
- طول: ۷٫۷۸ متر
- طول بال: ۱۰٫۶ متر
- ارتفاع: ۲٫۶ متر
- مساحت بال: ۱۸ متر مربع
- وزن خالی: ۱٬۵۰۰ کیلوگرم
- وزن بارگذاری‌شده: ۱٬۸۷۰ کیلوگرم
- بار بر بال: ۱۰۳٫۹ کیلوگرم بر متر مربع
- نیرومحرکه: ۱ × موتور وی‌شکل ۱۲ سیلندر کاواساکی ها-۹–۱ خنک‌شونده با آب: ۸۰۰ اسب بخار
- نسبت وزن به توان: ۲٫۳۳ کیلوگرم بر اسب بخار
- پیشران: ملخ سه‌تیغه فلزی یا دو تیغه چوبی با گام ثابت

عملکرد
- حداکثر سرعت: ۳۶۰ کیلومتر بر ساعت
- سرعت اوج‌گیری: ۵٬۰۰۰ متر در ۸ دقیقه
- سقف پروازی: ۹٬۰۰۰
- برد: ۱٬۰۰۰ کیلومتر

تسلیحات
- ۲ × مسلسل ۷٫۷ میلی‌متری روی بدنه رو به جلو